# Rosoy-en-Multien
Rosoy-en-Multien is een dorp Frankrijk. De gemeente ligt in gemengd terrein.

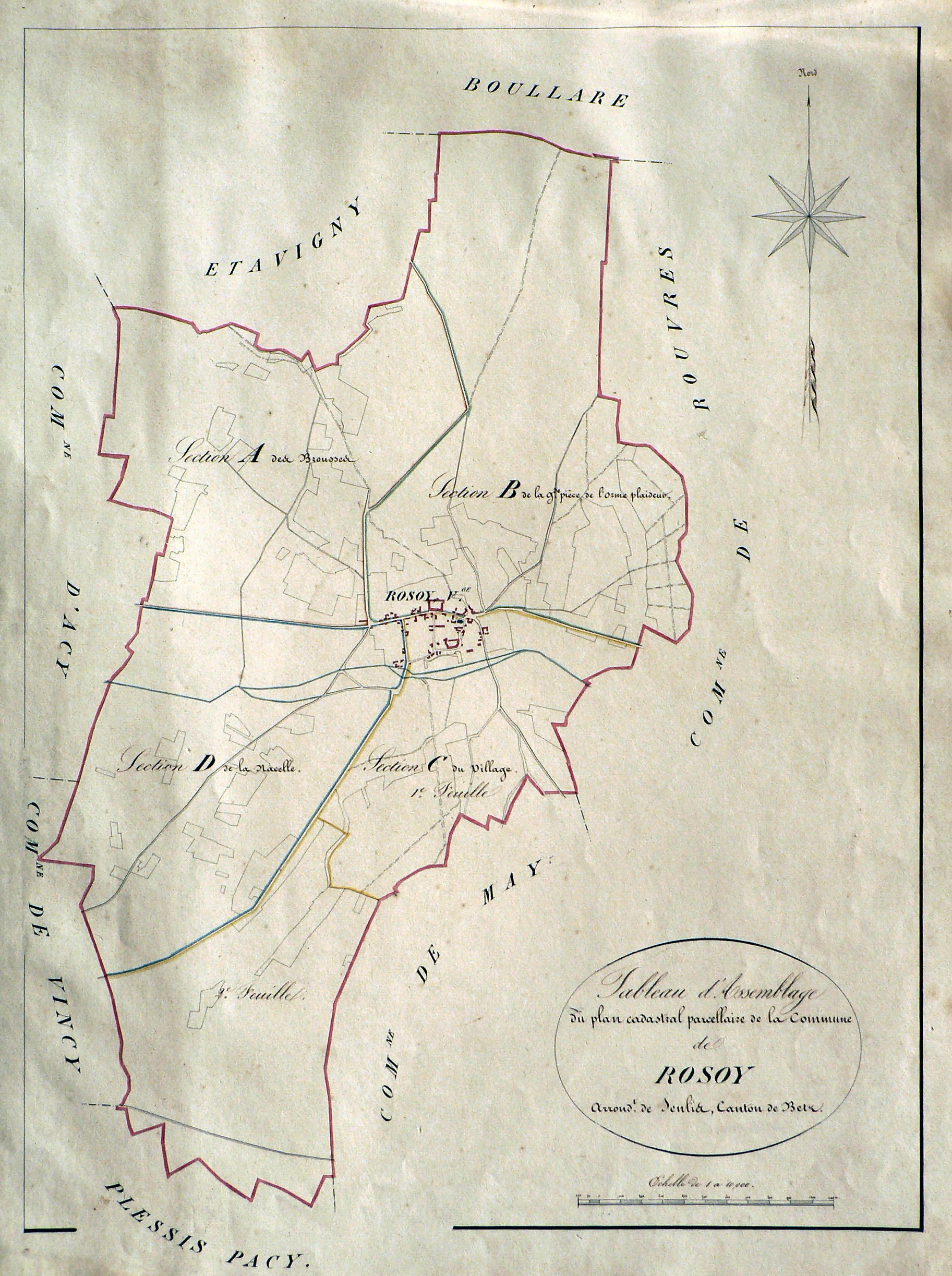
kaart van het kadaster uit 1840

## Actuele kaart
De onderstaande kaart toont de ligging van Rosoy-en-Multien met de belangrijkste infrastructuur en aangrenzende gemeenten.

## Demografie
Onderstaande figuur toont het verloop van het inwonertal, bron: INSEE-tellingen. 

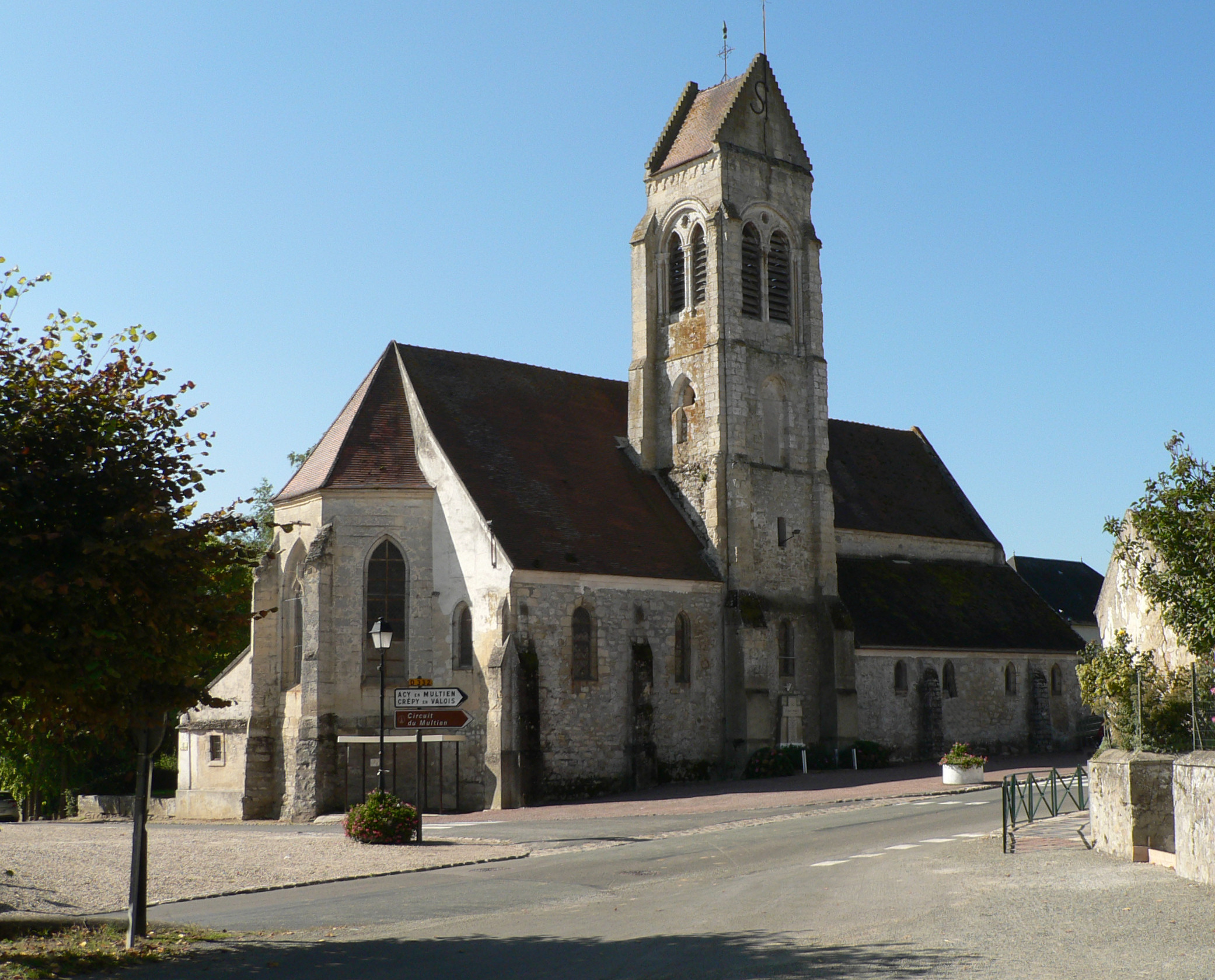
Kerk van Rosoy-en-Multien

## Websites
- (fr)  Statistische informatie op de website van INSEE

1. ↑  Populations de référence 2022.